# Boulogne-Billancourt
Boulogne-Billancourt és un municipi francès, situat al departament dels Alts del Sena i a la regió de l'Illa de França. L'any 2022 tenia 120.205 habitants.
Està dividit entre el cantó de Boulogne-Billancourt-1 i el cantó de Boulogne-Billancourt-2, dins del districte de Boulogne-Billancourt. I des del 2016, de la divisió Grand Paris Seine Ouest de la Metròpolis del Gran París.
Abans conegut com a Boulogne-Sur-Seine, és una ciutat al sud-oest de París, limitada al sud i a l'oest per un meandre del Sena, a l'est pel 16è districte de París, i al nord pel bosc de Boulogne (que forma part de París).

## Hospital
- Hospital Ambroise-Paré

## Educació
- École supérieure des sciences commerciales d'Angers

## Personatges il·lustres
- Edmond de Rothschild (1845 - 1934), filantrop i col·leccionista.
- Cesare Moretti Jr (1914 - 1987), ciclista.
- Leslie Caron (1931), actriu i ballarina.
- Édith Cresson (1934), política.
- André Glucksmann (1937 - 2015), filòsof.
- Didier Decoin (1945) periodista, guionista i escriptor, Premi Goncourt de l'any 1977.
- Patrick Modiano (1945), escriptor, Premi Nobel de Literatura 2014.
- Véronique Sanson (1949), cantautora.
- Michel Sapin (1952), polític.
- Cécilia Attias (1957), dona de Nicolas Sarkozy.
- Roland Besson (1962), trompetista i compositor.
- Paul Belmondo (1963), pilot de curses.
- Laurent Bezault (1966), ciclista.
- Zazie (1964), cantant.
- Anna Gavalda (1970), periodista.
- Guillaume Canet (1973), actor i director.
- Delphine de Vigan (1966), escriptora, Premi Renaudot de l'any 2015.
- Jean-Pierre Jossua (1930 - 2021), escriptor i teòleg dominicà francès